# بوگاتی ئی‌بی۱۱۸
بوگاتی ای‌بی۱۱۸ (Bugatti EB۱۱۸) خودرویی است که در سال‌های ۱۹۹۸تولید شده‌است. طراحی آن خودروهای موتور جلو-چهار چرخ محرک بوده طول آن در حالت طبیعی ۱۹۸٫۸ اینچ (۵٬۰۵۰ میلیمتر)، عرض آن در حالت طبیعی ۷۸٫۳ اینچ (۱٬۹۸۹ میلیمتر) و ارتفاع آن در حالت طبیعی ۵۵٫۹ اینچ (۱٬۴۲۰ میلیمتر) است.